# Challenger Club Els Gorchs 2023 - Doppio
Questa è la prima edizione del torneo.
In finale Anirudh Chandrasekar e Vijay Sundar Prashanth hanno sconfitto Purav Raja e Divij Sharan con il punteggio di 7–5, 6–1.

## Teste di serie
1. Francisco Cabral /  Max Purcell (quarti di finale)
2. Marco Bortolotti /  Sergio Martos Gornés (semifinale)

1. Anirudh Chandrasekar /  Vijay Sundar Prashanth (campioni)
2. Purav Raja /  Divij Sharan (finale)

## Wildcard
1. Aitor Capot Requena /  Dmytro Kovkin (primo turno)

1. David Jordá Sanchís /  Bruno Pujol Navarro (quarti di finale)

## Tabellone

### Legenda
| - Q = Qualificato - WC = Wild card - LL = Lucky loser | - ALT = Alternate - SE = Special Exempt - PR = Protected Ranking | - w/o = Walkover - r = Ritirato - d = Squalificato |

|  | Primo turno | Primo turno                       | Primo turno                       | Primo turno | Primo turno |  |  | Quarti di finale | Quarti di finale                | Quarti di finale                | Quarti di finale             | Quarti di finale             |   |    | Semifinali | Semifinali                                  | Semifinali                                  | Semifinali              | Semifinali              |   |   | Finale | Finale | Finale | Finale | Finale |  |
|  |             |                                   |                                   |             |             |  |  |                  |                                 |                                 |                              |                              |   |    |            |                                             |                                             |                         |                         |   |   |        |        |        |        |        |  |
|  | 1           | F Cabral M Purcell                | F Cabral M Purcell                | 6           | 6           |  |  |                  |                                 |                                 |                              |                              |   |    |            |                                             |                                             |                         |                         |   |   |        |        |        |        |        |  |
|  |             | F Bergevi P Tsitsipas             | F Bergevi P Tsitsipas             | 3           | 2           |  |  | 1                | F Cabral M Purcell              | F Cabral M Purcell              | 62                           | 63                           |   |    |            |                                             |                                             |                         |                         |   |   |        |        |        |        |        |  |
|  |             | J Domingues G Elias               | 6                                 | 0           | [5]         |  |  |                  | J Clarke L Giustino             | J Clarke L Giustino             | 7                            | 7                            |   |    |            |                                             |                                             |                         |                         |   |   |        |        |        |        |        |  |
|  |             | J Clarke L Giustino               | 4                                 | 6           | [10]        |  |  |                  |                                 |                                 |                              |                              |   |    |            | J Clarke L Giustino                         | J Clarke L Giustino                         | 5                       | 2                       |   |   |        |        |        |        |        |  |
|  | 3           | A Chandrasekar VS Prashanth       | A Chandrasekar VS Prashanth       | 6           | 6           |  |  |                  |                                 | 3                               | A Chandrasekar VS Prashanth  | A Chandrasekar VS Prashanth  | 7 | 6  |            |                                             |                                             |                         |                         |   |   |        |        |        |        |        |  |
|  |             | S Fayziev O Krutykh               | S Fayziev O Krutykh               | 2           | 4           |  |  | 3                | A Chandrasekar VS Prashanth     | A Chandrasekar VS Prashanth     | 6                            | 6                            |   |    |            |                                             |                                             |                         |                         |   |   |        |        |        |        |        |  |
|  |             | F Sun V Uzhylovskyi               | F Sun V Uzhylovskyi               | 6           | 6           |  |  |                  | F Sun V Uzhylovskyi             | F Sun V Uzhylovskyi             | 3                            | 4                            |   |    |            |                                             |                                             |                         |                         |   |   |        |        |        |        |        |  |
|  | WC          | A Capot Requena D Kovkin          | A Capot Requena D Kovkin          | 2           | 2           |  |  |                  |                                 |                                 |                              |                              |   |    | 3          | Anirudh Chandrasekar Vijay Sundar Prashanth | Anirudh Chandrasekar Vijay Sundar Prashanth | 7                       | 6                       |   |   |        |        |        |        |        |  |
|  |             | M Geerts S Mansouri               | 6                                 | 4           | [8]         |  |  |                  |                                 |                                 |                              |                              |   |    |            |                                             | 4                                           | Purav Raja Divij Sharan | Purav Raja Divij Sharan | 5 | 1 |        |        |        |        |        |  |
|  | WC          | D Jordá Sanchís B Pujol Navarro   | 0                                 | 6           | [10]        |  |  | WC               | D Jordá Sanchís B Pujol Navarro | D Jordá Sanchís B Pujol Navarro | 4                            | 3                            |   |    |            |                                             |                                             |                         |                         |   |   |        |        |        |        |        |  |
|  |             | A Barroso Campos M Trungelliti    | 3                                 | 7           | [5]         |  |  | 4                | P Raja D Sharan                 | P Raja D Sharan                 | 6                            | 6                            |   |    |            |                                             |                                             |                         |                         |   |   |        |        |        |        |        |  |
|  | 4           | P Raja D Sharan                   | 6                                 | 65          | [10]        |  |  |                  |                                 |                                 |                              |                              |   |    | 4          | P Raja D Sharan                             | P Raja D Sharan                             | 6                       | 7                       |   |   |        |        |        |        |        |  |
|  |             | Í Cervantes Huegún O Roca Batalla | Í Cervantes Huegún O Roca Batalla | 6(1)        | 2           |  |  |                  |                                 | 2                               | M Bortolotti S Martos Gornés | M Bortolotti S Martos Gornés | 2 | 64 |            |                                             |                                             |                         |                         |   |   |        |        |        |        |        |  |
|  |             | I Gakhov Y Bu                     | I Gakhov Y Bu                     | 7           | 6           |  |  |                  | I Gakhov Y Bu                   | I Gakhov Y Bu                   | 6                            | 2                            |   |    |            |                                             |                                             |                         |                         |   |   |        |        |        |        |        |  |
|  |             | B Harris A Santillan              | B Harris A Santillan              | 4           | 3           |  |  | 2                | M Bortolotti S Martos Gornés    | M Bortolotti S Martos Gornés    | 78                           | 6                            |   |    |            |                                             |                                             |                         |                         |   |   |        |        |        |        |        |  |
|  | 2           | M Bortolotti S Martos Gornés      | M Bortolotti S Martos Gornés      | 6           | 6           |  |  |                  |                                 |                                 |                              |                              |   |    |            |                                             |                                             |                         |                         |   |   |        |        |        |        |        |  |